# 滋賀県道242号加田田村線
滋賀県道242号加田田村線（しがけんどう242ごう かだたむらせん）は、滋賀県長浜市を通る一般県道である。

## 概要
長浜市加田町から長浜市田村町に至る。
長浜市南西部の長浜サイエンスパークへと通じる。

### 路線データ
- 起点：長浜市加田町（滋賀県道510号伊部近江線交点）
- 終点：長浜市田村町（滋賀県道2号大津能登川長浜線交点）
- 総延長：2.2 km

## 路線状況

### バイパス
- 長浜市田村町・田村町交差点 - 長浜市田村町

## 地理

### 通過する自治体
- 長浜市

### 交差する道路
| 交差する道路                                         | 交差する場所 | 交差する場所 |
| ---------------------------------------------------- | ------------ | ------------ |
| 滋賀県道510号伊部近江線                              | 加田町       | 起点         |
| 国道8号 / 長浜バイパス                               | 加田町       | 加田町交差点 |
| 滋賀県道556号長浜近江線                              | 田村町       | 田村町交差点 |
| 滋賀県道2号大津能登川長浜線 / 湖岸道路＝さざなみ街道 | 田村町       | 終点         |

### 交差する鉄道
- 北陸本線

### 沿線
- 長浜市立神田幼稚園
- 阿弥陀寺
- 滋賀文教短期大学
- 長浜地方卸売市場
- JR西日本北陸本線 田村駅
- 学校法人関西文理総合学園
- 滋賀県立長浜ドーム
- 長浜バイオ大学
- 湖北自動車教習所